# Device-voice-drum
Device-voice-drum (DVD) is een livealbum van Kansas. Het album kwam zowel op cd als op dvd uit. Opnamen vonden plaats tijdens het concert van 15 juni 2002 dat de band gaf tijdens Earthlink Live! gehouden in Atlanta (Georgia). Kansas stond al jaren stil, de beide songwriters Kerry Livgren (bezigheden elders) en Steve Walsh (soort schrijversblokkade) leverden geen nieuwe muziek aan de band, behalve de kleine opleving van Somewhere to elsewhere. Het album bevat dan ook voornamelijk muziek uit hun succesperiode in de jaren zeventig. 
Het album wist nergens een notering in een albumlijst te halen.

## Musici
- Steve Walsh – zang, toetsinstrumenten
- Robby Steinhardt – viool, zang
- Rich Williams – gitaren
- Billy Greer – basgitaar, zang, akoestische gitaar
- Phil Ehart – drumstel

Met
- The New Advent Choir onder leiding van Yergan Jones
- Strijkkwartet onder leiding van Larry Baird met Tirza Kosche, Jeanne Johnson-Watkins (viool), Cindy Beard (altviool) en Anna Joyner (cello)

## Muziek
| Nr. | Titel                          | Duur |
| --- | ------------------------------ | ---- |
| 1.  | Intro                          | 1:26 |
| 2.  | Belexes/Lightning’s hand       | 6:43 |
| 3.  | Icarus II                      | 7:12 |
| 4.  | Icarus-Borne on wings of steel | 6:27 |
| 5.  | Song for America               | 9:27 |
| 6.  | Howlin’at the moon             | 2:00 |
| 7.  | The wall                       | 5:43 |
| 8.  | The preacher                   | 4:18 |
| 9.  | Journey from Mariabronn        | 9:17 |
| 10. | Dust in the wind               | 4:26 |
| 11. | Cheyenne anthem                | 7:19 |
| 12. | Child of innocence             | 4:54 |

| Nr. | Titel                   | Duur |
| --- | ----------------------- | ---- |
| 1.  | Miracles out of nowhere | 6:36 |
| 2.  | Point of know return    | 3:17 |
| 3.  | Portrait (He knew)      | 8:08 |
| 4.  | Fight fire with fire    | 3:19 |
| 5.  | Play the game tonight   | 3;49 |
| 6.  | Carry on wayward son    | 7:21 |
| 7.  | Distant vision          | 7:14 |